# Pitura Freska
I Pitura Freska sono stati un gruppo musicale reggae italiano, fondato a Venezia e attivo tra il 1987 e il 2002.
Caratteristica dei Pitura Freska è la composizione di brani di genere reggae e talvolta rock, con testi quasi sempre in veneziano; la scelta linguistica si lega all'origine dei musicisti, tutti nativi di Venezia e legati a Marghera.

## Storia

### Origini
Il nome del gruppo si deve al vignettista Sandro Maso (detto Ciaci el Kinder), che racconta: «Sarà stato il 1981, c'era la Festa del sole in Campo Santa Margherita a Venezia, organizzata dagli anarchici. Mi ricordo che c'era anche Veronelli, per i vini, figurati. La band non aveva un nome, ma ne serviva uno per salire sul palco. Mi ricordai allora di un film di Stanlio e Ollio che in una scena dovevano arrampicarsi sul muro di un cimitero e salivano lungo un palo in cima al quale c'era un cartello con la scritta: "wet paint", vernice fresca. Mi sembrò una bella metafora della vita che ti sporca i panni prima di scavalcare il fatidico muro del cimitero. Il nome Pitura Freska salta fuori da lì. Dirò di più, il primo concerto in Campo Santa Margherita è stato fatto proprio dai Wet Paint e c'era Skardy di sicuro perché mi ricordo che è caduto suonando dal palco e lo hanno preso e ributtato su al volo. Ciuke non c'era. In seguito, con il nome Wet Paint (che già veniva solitamente tradotto Pitura Freska) suonammo nelle scuole, allo storico centro sociale di Marghera e in qualche club di Mestre. Lo stile, battezzato porno rock, ricordava gli Skiantos e, molto alla lontana, Frank Zappa. C'era già il reggae, ma solo come citazione. Poi c'è stato il concerto di Bob Marley a Milano nel 1980 e da lì Skardy è tornato innamorato del reggae e io a quel punto ho chiuso l'esperienza con i Pitura Freska. Non mi interessava il reggae». Tuttavia Ciaci continuò a firmare le copertine dei dischi, tanto che è sua l'invenzione del leone di San Marley, parodia del leone di San Marco, con lo spinello in bocca.
La prima apparizione televisiva degna di nota dei Pitura Freska fu per mezzo dell'emittente locale Televenezia, la quale utilizzò una delle loro prime canzoni, Saria beo, pubblicata nel 1990 in Ossigeno, come sigla per un semiserio TG estivo.

### Carriera musicale
Il loro primo album ufficiale, realizzato con la Psycho Records e distribuito dalla BMG nel 1991, è intitolato 'Na bruta banda e comprende anche il loro primo grande successo, Pin Floi, scritto nel 1989 e inserito nell'audiocassetta Ossigeno, distribuita ai concerti del gruppo e in qualche negozio del Veneto, prima di realizzare il primo album ufficiale: la canzone, divenuta una pietra miliare della canzone dialettale veneziana, racconta l'esperienza diretta del cantante Sir Oliver Skardy che non riuscì a raggiungere l'area del concerto dei Pink Floyd a Venezia organizzato durante la festa del Redentore del 1989, a causa della grande confusione e dello sciopero dei trasporti pubblici locali indetto proprio il giorno del concerto.. L'album include altri successi come Marghera, Bienal e Suca baruca.
Nell'estate del 1992 viene pubblicato il singolo Murassi, brano già noto ai fans ma ancora inedito su disco. Alle versioni in vinile vengono aggiunte anche quelle su CD singolo. Inoltre nello stesso disco vi è un remix della ormai celebre Pin Floi aggiunto come bonus track. Nel 1993 esce in tutta Italia Duri i banchi, un album che comprende, tra le altre, alcune delle canzoni più note: Picinin, Ara che ben, La pianta e altre già note ai fans di lunga data, ma prima d'ora mai pubblicate ufficialmente. La qualità musicale e testuale dei lavori dei Pitura Freska si evolve con l'album Yeah (1995), contenente il brano Olanda, scritto nel 1994.
Sempre nel 1994 la loro versione di C'era un ragazzo che come me (amava Marley e Peter Tosh) viene inclusa in una raccolta di brani italiani storici, cantati però da band emergenti, intitolata Fatti e Rifatti. Questa versione non verrà però inclusa in nessun album del gruppo veneziano. Sorte differente invece per un'altra cover, la battistiana 7 e 40 inclusa nel secondo volume di Innocenti Evasioni, con i successi di Lucio Battisti ricantati anche in questo caso da voci emergenti (nel primo volume invece a cantare i classici di Lucio vi erano cantanti e gruppi già affermati) e inclusa nelle ristampe di Yeah.
La band lagunare trova il maggior riscontro di pubblico, imponendosi sulla scena nazionale, nel biennio 1996-1997, in primis il singolo Crudele del 1996 risulta come il tormentone estivo e quando il nuovo album, Gran calma, ottiene un notevole successo discografico, grazie a Ridicoli e soprattutto a Papa nero, presentata al Festival di Sanremo 1997: la canzone, cantata da Skardy e da Marco Forieri, presenta ritmi molto orecchiabili e un testo dal tema piuttosto insolito, del quale ha fatto storia il ritornello:
dòpo Miss Italia aver un Papa nero?

no me par vero...

un Papa nero

che scolta łe me canson in venessian

perché el xé nero african»
(Pitura Freska, da Papa Nero - 1997)
Dopo l'esperienza del festival nazionale i Pitura Freska hanno vissuto fasi di minore ispirazione e, dopo la produzione di album di minor successo come Tutto Olive, Piatti roventi e Golden, tra il 1999 e il 2001, il gruppo si è sciolto definitivamente nel 2002, anche per le esigenze artistiche dei singoli membri, che cominciavano a intraprendere percorsi personali sempre più impegnativi. L'ultimo singolo della band è stato un remix di Le sorti de un pianeta in beneficenza per Emergency, uscito nel 2001.

### Storia recente
Il 15 gennaio 2008 muore all'età di 57 anni Francesco Casucci (Ciuke), a causa di una malattia che lo affliggeva da tempo: era stato cofondatore dei Pitura Freska e bassista dal 1982 al 1992, nonché grande amico di Skardy.
Il 5 febbraio 2008, martedì grasso, in occasione della chiusura dell'edizione 2008 del Carnevale di Venezia, la band si riunisce nuovamente per un grande concerto esibendosi per più di due ore davanti ad una piazza San Marco gremita, proponendo una selezione dei migliori brani del proprio repertorio. Nel marzo dello stesso anno si è poi tenuta, presso il locale "Al Vapore", una serata per la commemorazione ufficiale del compagno Ciuke, rinnovatasi il successivo 29 luglio.

## Formazione

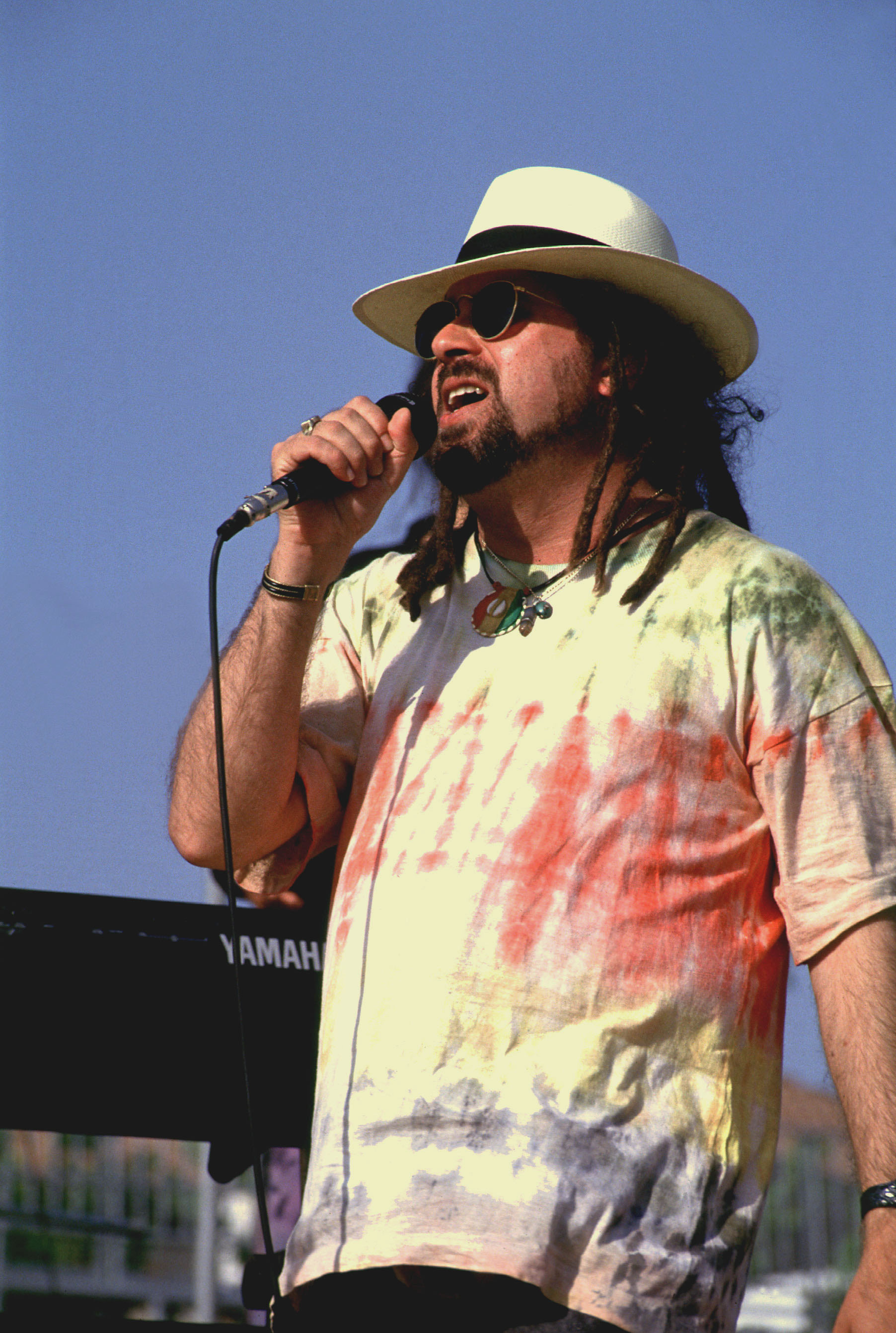
Sir Oliver Skardy in concerto nel 1997

- Sir Oliver Skardy (Venezia, 14 giugno 1959): voce. Oliver è stato il membro più prolifico della band: oltre che la principale voce del gruppo (nei brani più famosi come Papa Nero o Picinin duetta con Marco Forieri), sono suoi tutti i testi delle canzoni da lui cantate e alcune delle musiche; in alcune canzoni Skardy è anche chitarrista. Dopo la divisione del gruppo, ha intrapreso una carriera solista, dando alle stampe nel 2004 l'album Grande Bidello.
- Marco Forieri (Venezia, 3 ottobre 1962): sassofono e voce. Oltre a suonare, è comparso spesso come voce della band e come compositore di numerose musiche e di diversi testi (sua l'idea di brani come Picinin, Crudele, Ridicoli). Curava gli arrangiamenti della sezione fiati di tutti i brani assieme a Valerio Silvestri e Toni Costantini. Dopo la scissione dei Pitura Freska, è attivo nel gruppo ska-jazz degli Ska-J. I suoi brani di maggior successo da solista sono Santamarta, Vivo con Amore e So figo. Notevoli anche le collaborazioni con Banda Osiris, Marco Paolini e le sigle per il programma radiofonico Caterpillar; dal 2000 ha inoltre sviluppato un'attività di editore musicale.
- Francesco Duse (Venezia, 11 giugno 1966): chitarra. Oltre che nel ruolo di chitarrista, si ritrova nella composizione di alcuni brani e musiche. Dopo lo scioglimento della band, ha prodotto l'album Dub, sotto il nome di Dr. Duse (Skunk Zone).
- Valerio Voleno Silvestri (Venezia, 3 giugno 1970): tromba. Oltre che fare da trombettista, ha fatto parte dei cori in alcuni brani.
- Cristiano Verardo (Venezia, 3 settembre 1966): chitarra. Compositore della maggior parte delle musiche dei Pitura Freska, ha sempre accompagnato il gruppo con la sua chitarra. Dopo il 2002 continua la sua attività di produzioni musicali legate al suo studio di registrazione Waterland Music Studio, tra cui la produzione dell'album Cruzeiro Do Sul con la band Batuk, assieme alla moglie Rosa Emilia per l'etichetta Cool Division.
- Toni Costantini: trombone (1987-2002).
- Francesco "Ciuke" Casucci (Venezia, 1950 - Mestre, 2008): basso. È stato il primo bassista del gruppo. Nei primi anni novanta, per motivi di salute, si vide costretto a uscire dalla formazione, venendo a mancare prematuramente alcuni anni dopo.
- Roberto Cafiero (Stoccolma,19 ottobre 1962): sax tenore.

Sono infine da segnalare i cori di voci femminili (Patrizia di Malta, Daniela Rando, Rosa Emilia Dias), presenti in vari brani della band, il bassista Willy N'For, i batteristi Graziano Guerriero, Mokhtar Samba, Giorgio Zanier e Luca Bortoluzzi, i tastieristi U-ge Muner, "Tastie" Rino Zinno, Giovanni Boscariol, Gianluca Ballarin e Marco Ponchiroli.

## Discografia

### Album in studio
- 1990 - Ossigeno
- 1991 - 'Na bruta banda
- 1993 - Duri i banchi
- 1995 - Yeah
- 1997 - Gran calma

### Live
- 1998 - Olive vol. 1
- 1999 - Olive vol. 2

### Raccolte
- 2001 - Golden
- 2010 - El mejo

### Remix
- 1996 - Yeah in Dub
- 1999 - Piatti roventi - Pitura Freska Sound System

### Singoli
1992 - Murassi
- 2001 - Le sòrti de un pianeta